# Björnen sover
Björnen sover är en gammal sånglek, som används både som ringlek och som vanlig barnvisa. Melodin är en förenklad version av melodin till Gubben Noak, som publicerades av Carl Michael Bellman 1792 som sång nummer 35 i Fredmans sånger. Bellmanforskarna har inte (1999) kunnat säga med bestämdhet om Carl Michael Bellman komponerade melodin själv, eller varifrån han skulle har kunnat hämta den. När den blev känd kom melodin att användas till flera olika texter under 200 år, bland annat till barnvisor.

## Leken

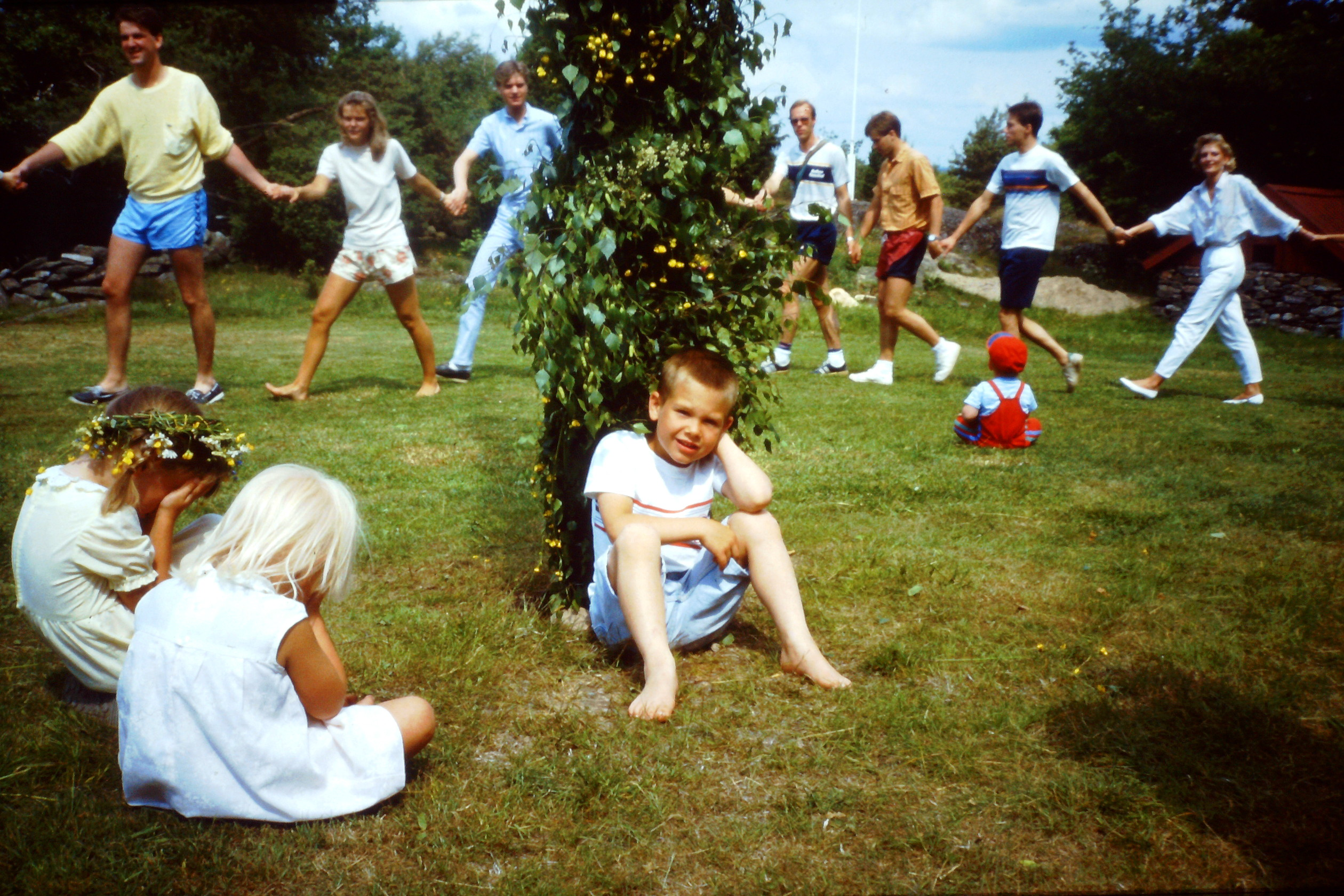
Midsommardans till Björnen sover i Årsnäs i Sverige 1985.

1. Deltagarna utser en person som agerar björn, som kryper ihop och låtsas sova.
2. Övriga deltagare promenerar sakta runt björnen i ring och sjunger Björnen sover.
3. Vid sångens slut "vaknar" björnen, och börjar jaga de andra deltagarna.
4. Den som blir fångad först agerar björn nästa gång, alternativt är ute ur leken.

## Ryssland och Sovjetunionen
Eftersom Ryssland och Sovjetunionen ibland kallats Ryska björnen talar man ibland om att björnen sover i tider då Ryssland tilldragit sig mindre uppmärksamhet i världspolitiken, men alla inte riktigt litar på dem.

## Utgåvor
- Engström, Bengt Olof; Engström Anne-Marie (1971-). Lek med toner. Stockholm: AW läromedel. Libris 508246 (angiven som sånglek, musik efter CM Bellman)
- Gren Katarina, Nilsson Birger, red (1984). Barnvisor och sånglekar [till enkelt komp]. Mölndal: Lutfisken. Libris 7792078. ISBN 91-970659-1-9
- Palm Anders, Stenström Johan, red (1999). Barnens svenska sångbok. Stockholm: Bonnier. Libris 8345222. ISBN 91-0-057050-8 (inb.) under rubriken "Sång med lek och dans".

## Inspelningar
En inspelning av Anita Lindman gjordes på albumet Barnkalaset med tant Anita från 1967.